# Pierre Jean Jouve
Pierre Jean Jouve (Arràs, 1887 - París, 1976) fou un poeta i novelista francès.

## Biografia
Pierre Jean Jouve va néixer l'11 d'octubre de 1887 a Arràs, en una família burgesa.
Va fer els estudis secundàris a Arràs i després a Lille va estudiar matemàtiques i dret. El 1907 va passar sis mesos a Ginebra per tractar-se de la seva malaltia i d'una forta depressió; el 1908 va installar-se a París.
El 10 d'octubre de 1910 es va casar amb Andrée Charpentier i va anar a viure a Poitiers. El 1922 es va divorciar i es va casar amb la psicoanalista Blanche Reverchon, amb qui va descobrir allò que és l'iconscient, un descobriment que marcarà tota la seva vida.
Durant la Primera Guerra Mundial, exempt de fer el servei militar, el 1914 va ingressar com a voluntari en un hospital de contagiosos, on va contraure tres malalties, i el 1916 va treballar com a infermer en un sanatori de tuberculosos a Monthey (Valais). Durant aquesta època va conèixer a escriptors com Stefan Zweig, Romain Rolland, Goerges Duhamel i Jules Romains.
El 1922 va començar una crisi intel·lectual que el va portar a rebutjar tot el que havia escrit abans del 1925. Va ser durant aquest període que va conèixer a Rainer Maria Rilke i a Baladine Klossowska.
Entre 1925 i 1935, Jouve va escriure tota la seva obra de ficció. Jouve va preveure que el nazisme donaria lloc a la guerra: va publicar poemes en què es van barrejar la resistència a l'ocupació alemanya i a l'experiència espiritual.
La Segona Guerra Mundial la viure a l'exili a Suïssa, i esdevingué una figura reconeguda de la "resistència literària" anti-nazi.
S'ha considerat que la seva evolució literària i social ha passat per moviments com el simbolisme (1907-1909), el neo-classicisme (1910) l'unanimisme (1911-1912) i el pacifisme (1914-1920).
A part d'escriptor i poeta, Jouve va ser un gran traductor com el cas d'una de les traduccions franceses de referència de Romeu i Julieta, de William Shakespeare juntament amb l'actor i director rus nacionalitzat francès Georges Pitoëff. També va destacar com a crític musical amb articles sobre Alban Berg i Bela Bartok.
Va morir a París el 7 de gener de 1976.

## Obres destacades
- Artificiel (1909)
- Vous êtes des Hommes (1915)
- Poème contre le grand crime (1918)
- Romain Rolland vivant, 1914-1919 (1920)
- Paulina 1880 (1925), amb una adaptació al cinema (1972) pel director Jean-Louis Bertucelli.
- Le Monde désert (1927)
- Les Noces (1928)
- Hécate (1928)
- L'Aventure de Catherine Crachat (1928-1931)
- Le Paradis perdu (1929)
- Sueur de sang (1933-1935)
- La Scène capitale (1935)
- Dans les années profondes (1935)
- Matière céleste (1936-1937)
- Kyrie (1938)
- Le Don Juan de Mozart (1942)
- Paris (1946)
- La Vierge de Paris (1946)
- Hymne (1947)
- Diadème (1949)
- Wozzeck ou le nouvel Opéra (1953)
- Mélodrame (1954)
- Invention (1959)
- Moires (1962-1966)
- Ténèbres (1964)